# NGC 2687
NGC 2687 é uma galáxia espiral na direção da constelação de Ursa Major. O objeto foi descoberto pelo astrônomo William Parsons em 1858, usando um telescópio refletor com abertura de 72 polegadas. Devido a sua moderada magnitude aparente (+17,1), é visível apenas com telescópios amadores ou com equipamentos superiores. 